# Вузловий аналіз (нафтогазовидобування)
Вузловий аналіз — широко відомий як метод оцінки продуктивності нафтогазовидобувних свердловин і має велике значення в розумінні поведінки системи в цілому. 
Вузловий аналіз в PIPESIM дозволяє побудувати графіки припливу-відтоку в будь-якій точці системи і виконати аналіз чутливості по будь-якій системній змінній, забезпечуючи розуміння того, де є можливості збільшення дебіту. На додаток до вузлового аналізу PIPESIM пропонує цілий ряд інших опцій для широкого кола робочих процесів свердловинного моделювання.
Зокрема, робочі процеси в моделях окремої гілки, профіль температури / тиску, розраховує ряд змінних (витрата, розподіл тиску, властивості рідини, теплофізичні властивості, характеристики багатофазних потоків, параметри забезпечення потоку і т.д.) на всьому шляху течії флюїду. Визначення невідомих граничних умов: тиск або витрата Умови роботи обладнання при відомих тиску і витраті.
Вузловий аналіз включає стандартний аналіз продуктивності свердловини, який також може бути застосований для системи простого трубопроводу. Практичне застосування даного виду аналізу включає дизайн свердловини і закінчення, вибір і дизайн типів механізованого видобутку, розміри обладнання, виявлення «вузьких місць» системи, аналіз забезпечення потоку та ін.

## Інтернет-ресурси
- Инженерные расчеты: Узловой Анализ (Nodal Analys)